# Apple Worldwide Developers Conference
L'Apple WorldWide Developers Conference (WWDC) è una conferenza annuale tenuta in California dalla Apple Inc.. Il convegno viene impiegato dall'azienda per mostrare agli sviluppatori nuovi prodotti e nuove tecnologie, oltre ad offrire laboratori pratici e sessioni di feedback. In particolare, durante la WWDC, vengono presentate le nuove versioni dei software (iOS, iPadOS, macOS, watchOS, tvOS...). Il numero dei partecipanti varia generalmente tra i 2.000 a 4.000 sviluppatori, tuttavia, durante il WWDC 2007, Steve Jobs ha osservato che vi sono stati oltre 5.000 partecipanti. Nelle edizioni del WWDC a partire dal 2008 sono stati presenti 5.000 partecipanti, 5.200 compresi quelli speciali.

## Descrizione
Nel 2003, la WWDC venne unito con il QuickTime Expo, una conferenza Apple dedicata allo sviluppo e alla promozione della tecnologia QuickTime. Il numero delle manifestazioni legate a QuickTime venne incrementato e il premio Apple Design Award venne accorpato con il premio Apple Design Awards for QuickTime Content. Nel contempo venne incrementato lo spazio disponibile per le applicazioni e le soluzioni dedicate alla gestione delle informazioni, con particolare attenzione sugli Xserve e sul sistema operativo macOS Server.
Tutti i partecipanti alla WWDC devono firmare un contratto di riservatezza che copre tutte le notizie e i prodotti che verranno presentati durante la manifestazione. Sebbene il keynote sia coperto dal contratto, negli ultimi anni Apple ha deciso di trasmettere in diretta il keynote per consentire a tutti gli utenti di visionare la presentazione.
Inizialmente, la WWDC era una manifestazione orientata esclusivamente agli sviluppatori, ma a partire dal 2002, Apple ha deciso di presentare i suoi nuovi prodotti anche durante il keynote. Infatti, nel 2002, è stata presentata la linea Xserve e nel 2003 la webcam firewire iSight.
La conferenza inizia con il keynote, durante questo normalmente vengono presentate le principali novità e, fin dal 1998, il keynote è stato diretto dal CEO di Apple Steve Jobs.

## Storia
Il primo WWDC si svolse a Monterey in California nel 1983.
Località e data dei recenti WWDC:
- 1998, San Jose, 11 maggio - 15 maggio
- 1999, San Jose, 10 maggio - 14 maggio
- 2000, San Jose, 15 maggio - 19 maggio
- 2001, San Jose, 21 maggio - 25 maggio
- 2002, San Jose, 6 maggio - 10 maggio
- 2003, San Francisco, 23 giugno - 27 giugno
- 2004, San Francisco, 28 giugno - 2 luglio
- 2005, San Francisco, 6 giugno - 10 giugno
- 2006, San Francisco, 7 agosto - 11 agosto
- 2007, San Francisco, 11 giugno - 15 giugno
- 2008, San Francisco, 9 giugno - 13 giugno
- 2009, San Francisco, 8 giugno - 12 giugno
- 2010, San Francisco, 7 giugno - 11 giugno
- 2011, San Francisco, 6 giugno - 10 giugno
- 2012, San Francisco, 11 giugno - 15 giugno
- 2013, San Francisco, 10 giugno - 14 giugno
- 2014, San Francisco, 2 giugno - 6 giugno
- 2015, San Francisco, 8 giugno - 12 giugno
- 2016, San Francisco, 13 giugno - 17 giugno
- 2017, San Jose, 5 giugno - 9 giugno
- 2018, San Jose, 4 giugno - 8 giugno
- 2019, San Jose, 3 giugno - 7 giugno
- 2020, Apple Park, 22 giugno - 26 giugno
- 2021, Apple Park, 7 giugno - 11 giugno
- 2022, Apple Park, 6 giugno - 10 giugno
- 2023, Apple Park, 5 giugno - 9 giugno
- 2024, Apple Park, 10 giugno - 14 giugno

### 2007
Durante il Keynote del 2007, Apple mostrò una copia quasi completa di Mac OS X Leopard, che poi arrivò sul mercato in ottobre. Venne annunciato anche Safari per Microsoft Windows e il supporto per le applicazioni di terze parti per iPhone. Altra novità riguardante l'iPhone fu l'annuncio della data di lancio, il 29 giugno.

### 2008
Nell'edizione 2008 si è registrato il record di presenze, segnando il tutto esaurito. Durante l'evento inaugurale è stato annunciato lo sviluppo di OS X Snow Leopard, è stata ripresentata la versione 2.0 del software dell'iPhone e sono state illustrate alcune nuove applicazioni di terze parti. Infine è stato presentato l'iPhone 3G.
È stato annunciato anche un nuovo prodotto, MobileMe, che andrà a sostituire .Mac.

### 2009
Apple, nell'edizione 2009, presentò i nuovi MacBook Pro da 13", l'aggiornamento hardware del MacBook Air, il nuovo sistema operativo OS X Snow Leopard e annunciò anche la sua data d'uscita di Safari 4, la versione definitiva dell'iPhone OS 3 e, solo alla fine dell'evento, il nuovo iPhone 3GS.

### 2011

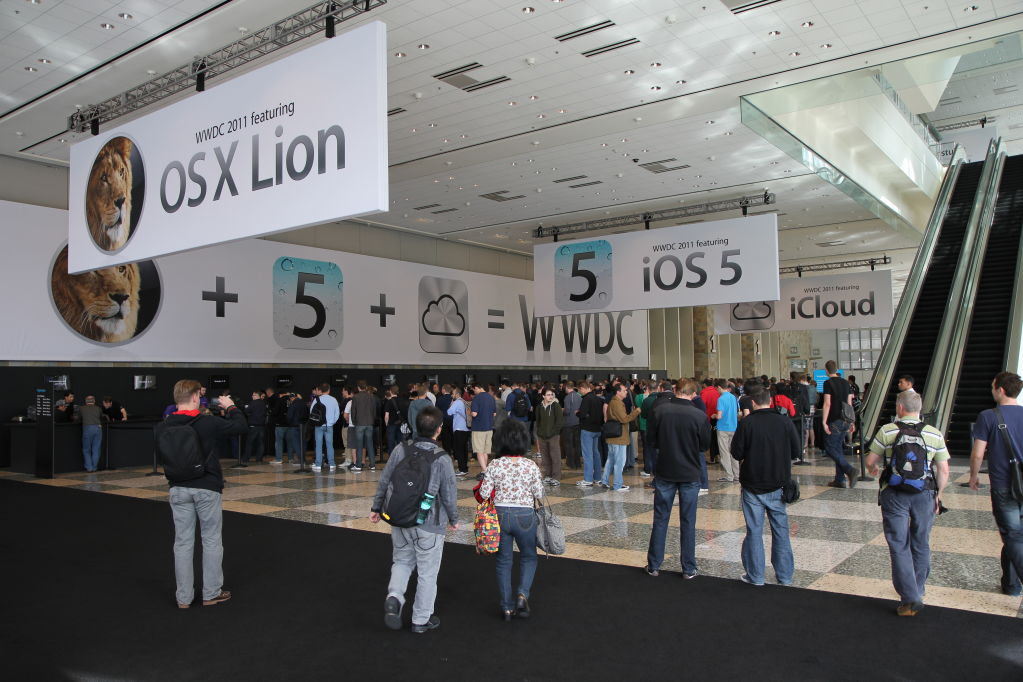
Gli interni del Moscone West durante la WWDC del 2011.

La WWDC 2011 si svolse dal 6 al 10 giugno a San Francisco. L'11 giugno 2011, all'ultima conferenza presentata da Steve Jobs, vennero annunciati iOS 5, OS X Lion e iCloud. Steve Jobs presentò così la conferenza: "The hardware is the brain of our products, the software in them is the soul and today we are going to talk about software" ("L'hardware è il cervello dei nostri prodotti, il software in essi è la loro anima e oggi parleremo di software).

### 2012

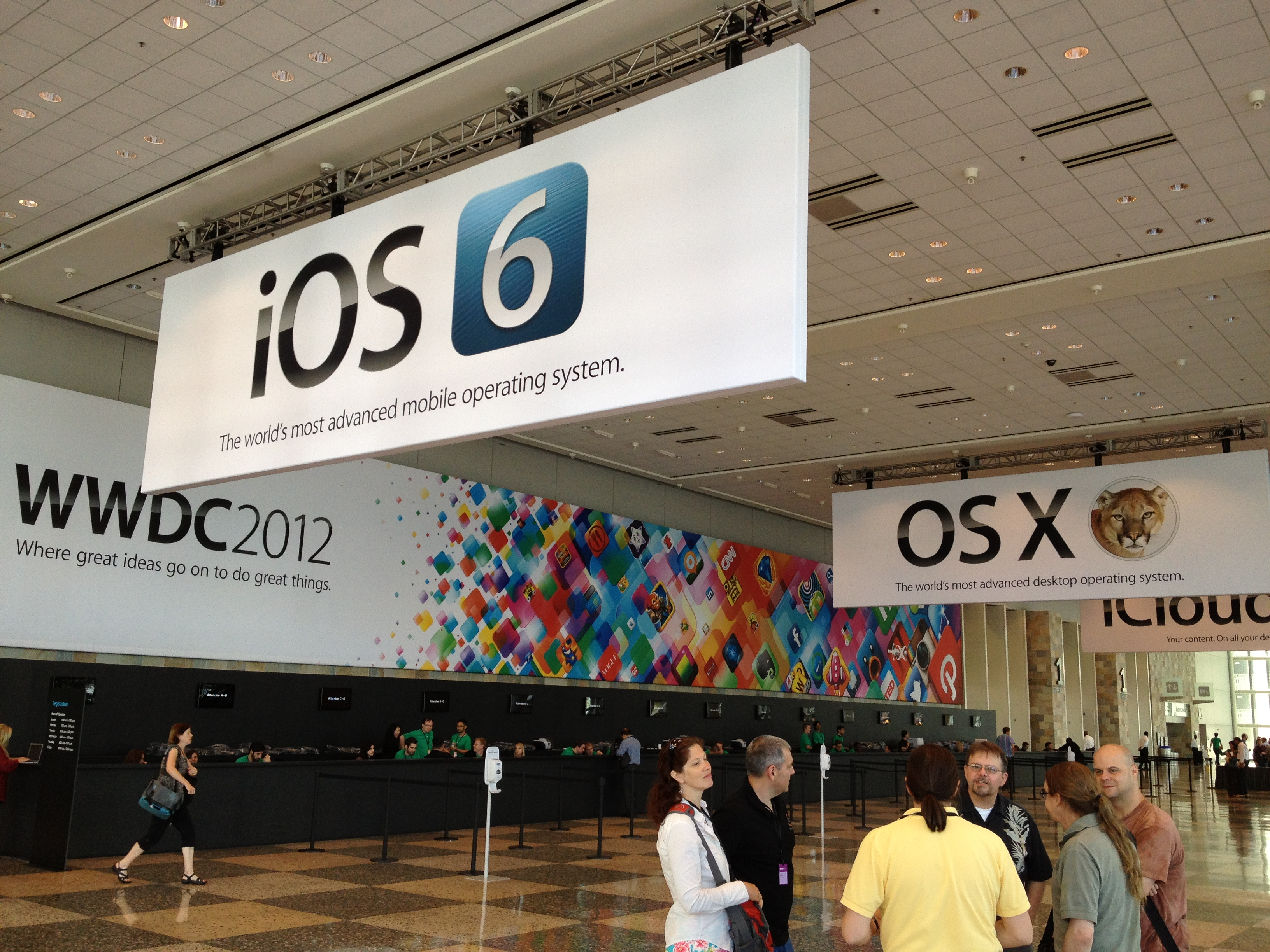
Gli interni del Moscone West durante la WWDC 2012

La WWDC 2012 si svolse dall'11 al 15 giugno a San Francisco. I 5.000 biglietti, al costo di $ 1.599, furono esauriti in sole 2 ore, battendo il record dell'anno precedente di circa 9 ore.
L'11 giugno, alla conferenza presentata da Tim Cook, vennero annunciati iOS 6, che sarebbe stato distribuito in autunno e che prevedeva tra le novità l'introduzione di Siri in altre lingue, tra cui l'italiano, e con l'integrazione di OpenTable, una maggiore integrazione di Facebook, un sistema mappe del tutto nuovo e OS X Mountain Lion, oltre alla presentazione della nuova generazione di MacBook Pro, MacBook Air e il nuovo  MacBook Pro Retina 15".

### 2013

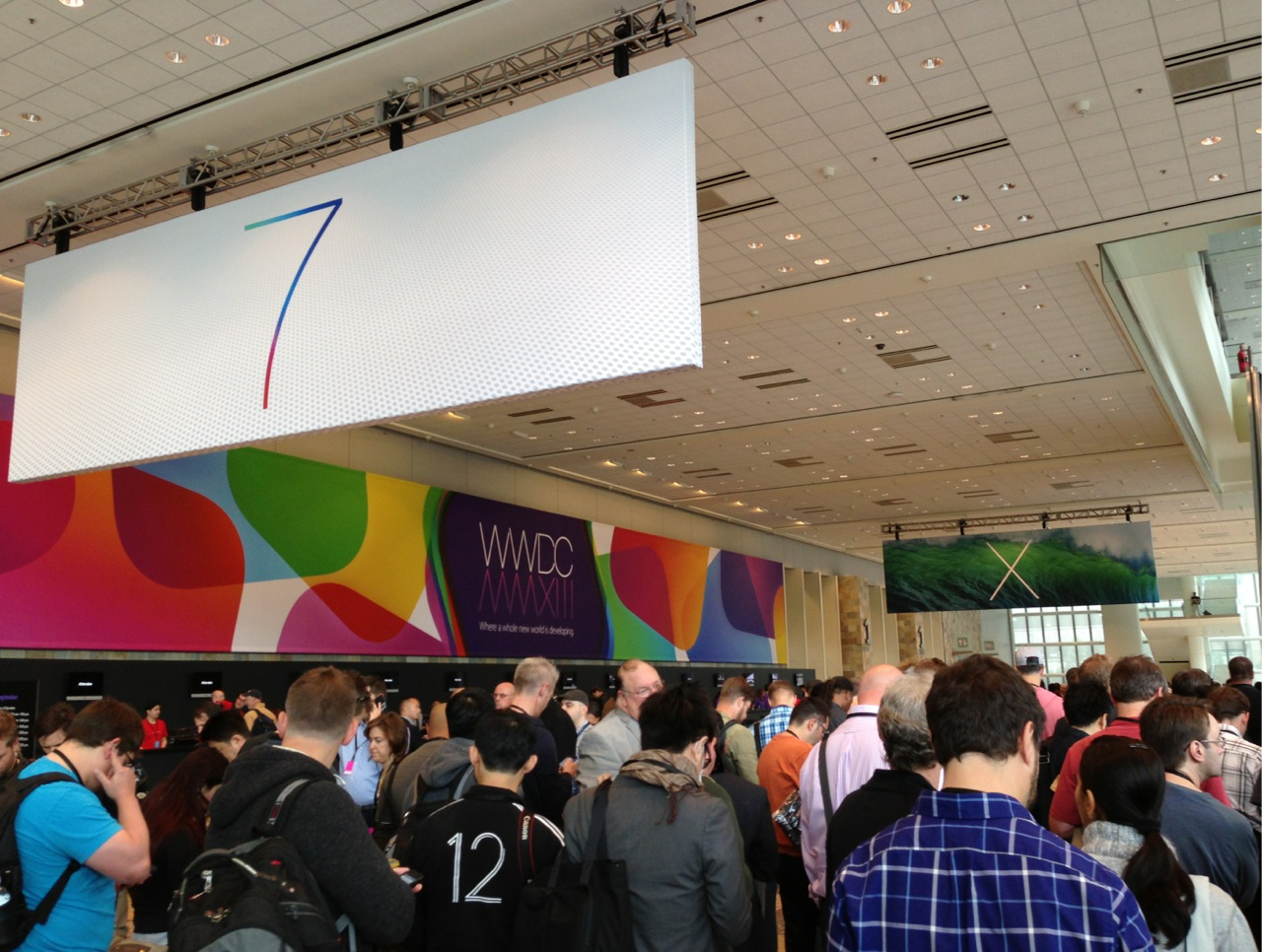
Gli interni del Moscone West durante la WWDC del 2013.

La WWDC 2013 si svolse dal 10 al 15 giugno a San Francisco. I 5.000 biglietti, al costo di $ 1.599, furono esauriti in soli 71 secondi, battendo il record dell'anno precedente di circa 2 ore. Apple presentò il suo nuovo OS X Mavericks e iOS 7. Inoltre, l'azienda dichiarò che i dispositivi compatibili con la nuova versione di iOS erano iPhone 4, iPhone 4S, iPhone 5, iPod touch 5G, iPad 2, la terza e la quarta generazione di iPad, iPad mini e i nuovi dispositivi che Apple avrebbe presentato in autunno: iPhone 5s, iPhone 5c e iPad Air.

### 2014
La WWDC 2014 si svolse dal 2 al 6 giugno a San Francisco. Apple presentò il nuovo OS X Yosemite, con una grafica rinnovata in stile iOS 7 e con nuove funzionalità. Venne presentato iOS 8 con lo stesso design della precedente versione, ma con nuove funzionalità come, ad esempio, le notifiche a risposta rapida, la tastiera predittiva e Health, una nuova applicazione per la salute e il fitness. È stato anche aggiornato l'SDK con nuovi kit per la domotica, la salute e il fitness. Vennero introdotte le estensioni fra le applicazioni di sistema e quelle di terze parti. Vennero aperte le API del Touch ID e introdotto un nuovo linguaggio di programmazione, chiamato Swift.
Apple ha annunciato l'introduzione del servizio iCloud+ per chi sceglie uno dei piani a pagamento. Esso va a sostituire il precedente sistema di abbonamento iCloud, fornendo agli stessi prezzi le seguenti funzionalità aggiuntive:
- la possibilità di nascondere il proprio indirizzo e-mail durante la registrazioni ai servizi tramite ID Apple
- la possibilità di attivare il relay privato di iCloud, che consente di mascherare il proprio indirizzo IP quando si utilizza il browser Safari
- il supporto della funzione Video sicuro di HomeKit
- un dominio email personalizzato [9]

### 2015
La WWDC 2015 si svolse dal giorno 8 giugno a San Francisco all'interno del Moscone West. Durante il keynote, Apple annunciò il nuovo OS X El Capitan, che migliorava le prestazioni e aggiungeva nuove funzionalità a OS X Yosemite. È stato anche annunciato iOS 9, anch'esso un miglioramento del noto iOS 8, annunciato durante il 2014. Vennero introdotte anche qui nuove funzionalità tra cui Spotlight Proactive, maggiore velocità e precisione nelle risposte di Siri, ricerche in linguaggio naturale, nuovo multitasking, nuove API e una migliore gestione delle risorse e della batteria. È stato inoltre presentato il nuovo servizio di streaming musicale Apple Music. Questo nuovo servizio è disponibile per macOS, iOS, Android e Microsoft Windows a partire dal 30 giugno 2015 a un prezzo base di € 9.99 mensili.

### 2016
La WWDC 2016 si svolse il 13 giugno a San Francisco all'interno del Moscone West. Durante l'evento è stato presentato il decimo sistema operativo di casa Apple, che porta molteplici novità e un design rinnovato completamente.  È stato anche presentato il nuovo sistema operativo per computer Mac, macOS Sierra, con una nuova nomenclatura che va a sostituire la vecchia "OS X". Con questo aggiornamento sono state aggiunte funzioni riguardanti Continuity e iCloud Drive. Inoltre è stata aggiunta una funzione per ottimizzare l'archiviazione del Mac.
È stato presentato anche il nuovo sistema operativo per Apple Watch, watchOS 3, che porta nuove Watch Face, una più rapida apertura delle applicazioni dell'orologio e alcune nuove funzionalità, tra cui la chiamata dei servizi d'emergenza tramite la pressione di un solo bottone. È stata rilasciata la nuova versione di tvOS, nella quale è stato migliorato l'utilizzo di Siri, un nuovo sistema per digitare username e password, la black mode e un nuovo design per l'applicazione Musica e Foto.
Infine è stato presentata un'applicazione solo per iPad, Swift Playgrounds, la quale ha lo scopo di aiutare i più giovani ad inserirsi nel mondo della programmazione.

### 2017
La WWDC 2017 si svolse dal 5 al 9 giugno a San Jose. Furono presentate le nuove versioni dei sistemi operativi (tvOS 11, watchOS 4, macOS High Sierra e iOS 11), il nuovo speaker per la casa HomePod, una nuova linea di MacBook e il nuovo iMac Pro.

### 2018
La WWDC 2018 si svolse dal 4 all’8 giugno a San Jose.

### 2019
La WWDC 2019 si svolse dal 3 al 7 giugno a San Jose. Durante la rappresentazione sono stati presentati i nuovi sistemi operativi (iOS 13, watchOS 6, macOS Catalina, iPadOS, tvOS 13) e il nuovo Mac Pro.

### 2020
La WWDC 2020 si svolse dal 22 giugno al 26 giugno esclusivamente online. È la prima WWDC a tenersi esclusivamente online. Durante questa presentazione sono stati presentati i nuovi sistemi operativi (iOS 14, iPadOS 14, macOS Big Sur, watchOS 7, tvOS 14) e la nuova gamma processori SoC ad architettura ARM chiamati Apple Silicon destinati ai Mac, prodotti da Apple.

### 2021
La WWDC 2021 si svolse dal 7 giugno all'11 giugno esclusivamente online. Durante questa presentazione sono stati presentati i nuovi sistemi operativi (iOS 15, iPadOS 15), prodotti da Apple.

### 2022
La WWDC 2022 si svolse dal 6 al 10 giugno esclusivamente online. Apple ha presentato i nuovi sistemi operativi per i dispositivi mobili (iPhone e iPad) e per i computer (Mac). In particolare ha svelato le novità sulla personalizzazione incentrata su iOS 16 e iPadOS 16 e sulle novità del sistema operativo macOS Ventura. Sono aggiunte nuove funzionalità alle piattaforme: Freeform (= le lavagne condivise) e Stage Manager (= le finestre sovrapposte).

### 2023
La WWDC 2023 si è svolta dal 5 al 9 giugno ancora una volta esclusivamente online. Apple ha presentato un nuovo prodotto tecnologico (Apple Vision Pro) e tre nuovi Mac: MacBook Air da 15", Mac Studio dotato di M2 Max e M2 Ultra, Mac Pro con M2 Ultra. Infine sono state presentate le AirPods di nuova generazione che consentono una migliore integrazione tra i dispositivi degli utenti.